# Сан-Себастьян-да-Аморейра
Сан-Себастьян-да-Аморейра (порт. São Sebastião da Amoreira)  —  муниципалитет в Бразилии, входит в штат Парана. Составная часть мезорегиона Север Пиунейру-Паранаэнси. Входит в экономико-статистический  микрорегион Асаи. Население составляет 8995 человек на 2006 год. Занимает площадь 227,982 км². Плотность населения — 39,5 чел./км².

## История
Город основан в 1951 году.

## Статистика
- Валовой внутренний продукт на 2003 год составляет 72 423 473,00 реалов (данные: Бразильский институт географии и статистики).
- Валовой внутренний продукт на душу населения на 2003 год составляет 8239,30 реалов (данные: Бразильский институт географии и статистики).
- Индекс развития человеческого потенциала на 2000 год составляет 0,724 (данные: Программа развития ООН).

## География
Климат местности: субтропический. В соответствии с классификацией Кёппена, климат относится к категории Cfa.